# Kamienica przy ulicy Dyrekcyjnej 9 w Katowicach
Kamienica przy ulicy Dyrekcyjnej 9 w Katowicach – kamienica mieszkalno-usługowo-biurowa w Katowicach, położona przy ulicy Dyrekcyjnej 9 w dzielnicy Śródmieście. Powstała ona w latach 1904–1905 w stylu modernistycznym z elementami neobaroku według projektu opracowanego w pracowni Ignatza Grünfelda. 

## Historia

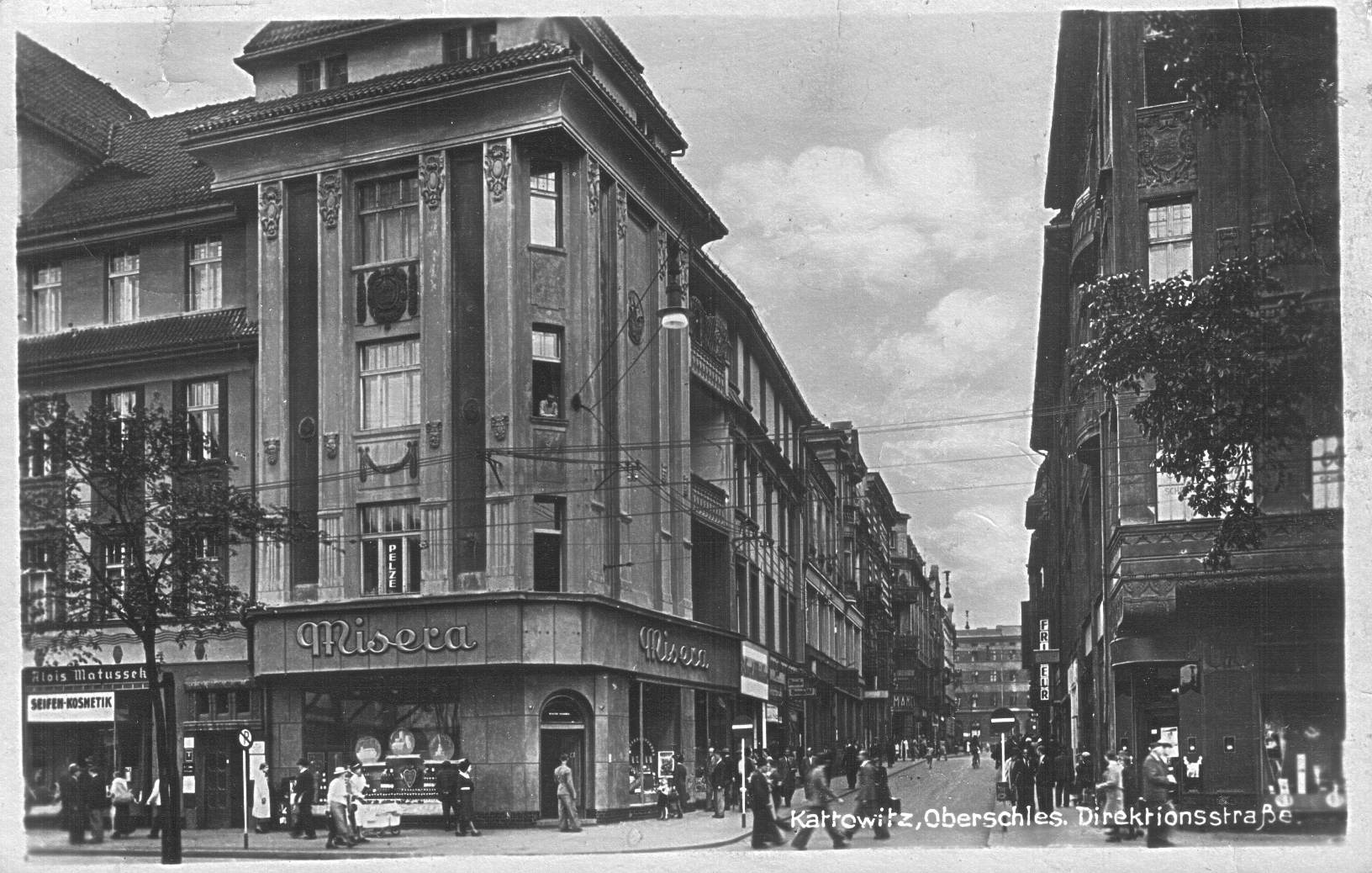
Pocztówka z początku XX wieku, przedstawiająca fragment ulicy Dyrekcyjnej w rejonie skrzyżowania z ulicą Warszawską; w głębi widoczna kamienica pod nr. 9

Kamienicę wzniesiono w latach 1904–1905, a projekt budynku opracowała firma Ignatza Grünfelda. Pierwszymi właścicielami kamienicy byli kolejno: Max Frölich, J.M. Kaufmann i Banque Franco-Poloniase. W kamienicy na przestrzeni lat funkcjonowały różne placówki bankowe. Przed 1913 rokiem działał Kattowitzer Bank verein Gesellschaft, w latach 1925–1926 Banque Franco-Poloniase i Bank Udziałowy (według innego źródła Bank Udziałowy działał w kamienicy pod nr. 10), zaś w 1999 roku działał tutaj Bank Austria Creditanstalt Poland oddział Katowice. W latach 1925–1926 mieścił się tutaj konsulat francuski. Właścicielem kamienicy w 1935 roku był Banque Franco-Polonaise. Działały tu wówczas skład gorsetów oraz agentura podróży Wagons-Lits Cook.
W 1981 roku miasto Katowice zostało administratorem kamienicy, lecz przez kolejnych prawie 40 lat nie zadbano o uregulowanie spraw własnościowych, dlatego w księgach wieczystych jako właściciel kamienicy widniała francuska instytucja finansowa Société Financière de Gestion et Immobiliers.
W latach 90. XX wieku kamienica stała się siedzibą katowickiego oddziału Stowarzyszenia Architektów Polskich.
W 2008 roku kamienica przeszła renowację. W ramach prac wartych prawie pół miliona złotych wyremontowano dach i całą elewacje budynku. Została ona zgłoszona przez KZGM w Katowicach do XIII edycji konkursu „Modernizacja Roku”, uzyskując wyróżnienie w kategorii „Termorenowacje i Elewacje”. Łącznie w latach 1994–2015 KZGM w Katowicach wydał na remonty budynku około 950 tys. złotych pochodzących z przychodów z nieruchomości.
Kamienica w 2016 roku była w zarządzie tymczasowym Komunalnego Zakładu Gospodarki Mieszkaniowej w Katowicach na mocy decyzji administracyjnej. W połowie czerwca 2016 roku media poinformowały o zamiarze przejęcia od miasta kamienicy przy ulicy Dyrekcyjnej 9 przez francuską firmę Accor, która przejęła aktywa Hoteliers Sofitel w Paryżu, która to firma była najprawdopodobniej następcą prawnym bądż przejęła instytucję Société Financière de Gestion et Immobiliers, która widniała wówczas w księdze wieczystej jako właściciel nieruchomości. W tym czasie w kamienicy wynajmowanych było 5 lokali mieszkalnych i 6 lokali użytkowych.
21 lutego 2018 roku Wojewódzki Sąd Administracyjny w Warszawie oddalił skargę miasta Katowice na decyzję Ministra Rozwoju i Finansów z 2 czerwca 2017 roku odmawiającą przejścia na Skarb Państwa prawa własności nieruchomości przy ulicy Dyrekcyjnej 9. Decyzja ta spowodowała to, iż miasto musiało oddać kamienicę spółce Accor. Stało się to na przełomie września i października 2019 roku, a jeszcze gdy było wiadomo, iż tą kamienicę miała przejąć spółka Accor, chciał ją kupić katowicki restaurator. Ostatecznie francuska sieć hoteli sprzedała nieruchomość katowickiej firmie Nieruchomości Komercyjne B. Żurek.
W systemie REGON w połowie lipca 2023 roku było zarejestrowanych 8 podmiotów gospodarczych z siedzibą przy ulicy Dyrekcyjnej 9. Siedzibę miały wówczas Stowarzyszenie Architektów Polskich Oddział Katowice i Południowa Okręgowa Izba Urbanistów z siedzibą w Katowicach. Na parterze kamienicy działała KluboGaleria SARP, w której funkcjonuje restauracja, organizowane się cykliczne koncerty, a także odbywają się wystawy, panele dyskusyjne czy pokazy mody. Działa tu także Galeria Architektury SARP.

## Charakterystyka

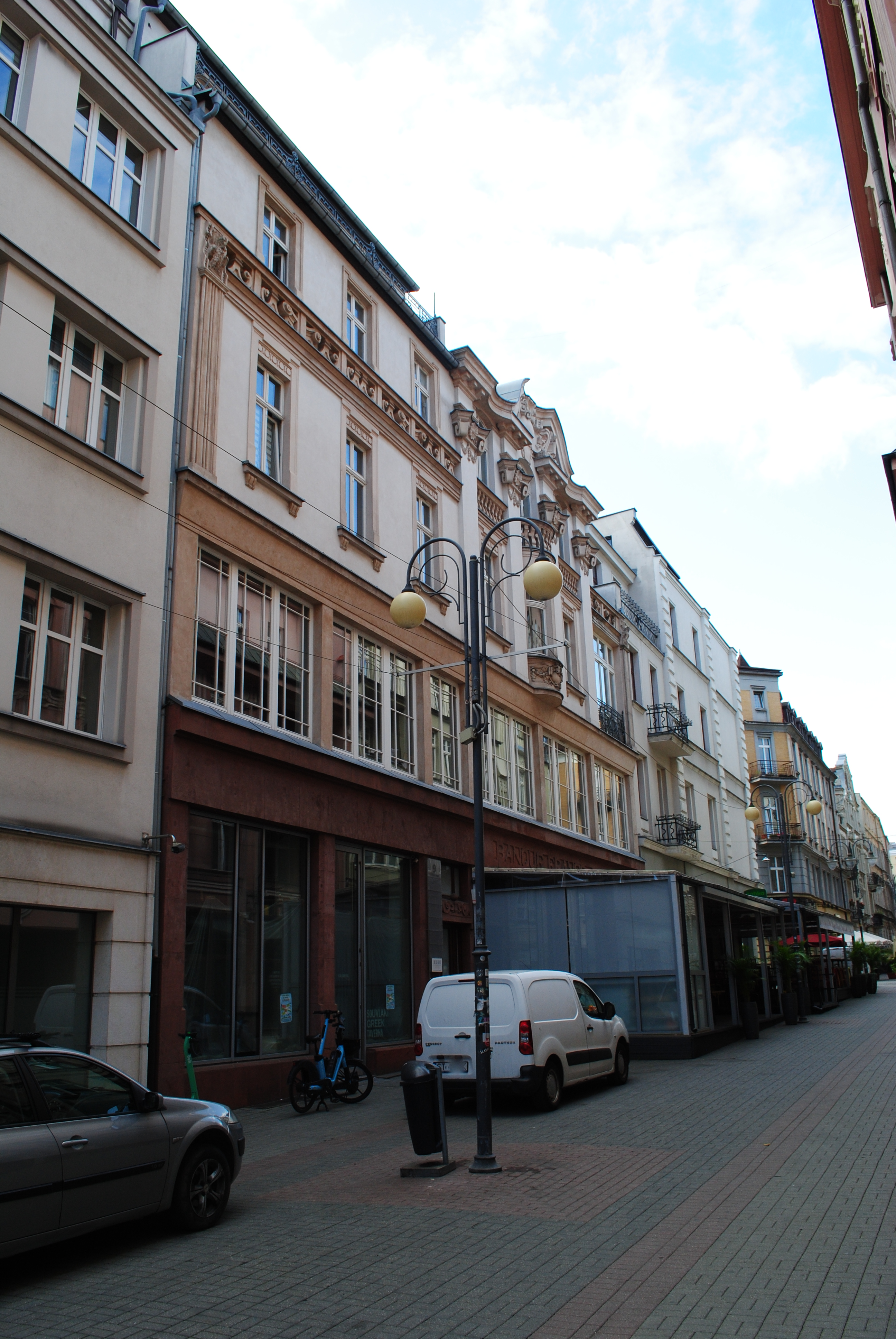
Kamienica od strony północnej

Kamienica mieszkalno-usługowo-biurowa położona jest przy ulicy Dyrekcyjnej 9 w Katowicach, na obszarze dzielnicy Śródmieście, w pierzei zwartej zabudowy ulicy.
Jest to budynek murowany z cegły, wzniesiony na planie w kształcie nieregularnym zbliżonym do trapezu, zwieńczony dachem dwuspadowym krytym blachą, a ryzalit dachem trójspadowym także krytym blachą. Powierzchnia użytkowa budynku wynosi 1 242,08 m², a powierzchnia zabudowy 332 m². Liczy 4 kondygnacje nadziemne i 1 podziemną.
Kamienica architektonicznie posiada cechy stylu modernistycznego w odmianie neobarokowej. Fasada kamienicy na parterze i pierwszym piętrze jest sześcioosiowa, a wyżej siedmioosiowa i niesymetryczna, z niesymetrycznym ryzalitem w osi od czwartej do siódmej z niewielkim półkolistym wykuszem w środkowej osi. Trzecia i czwarta kondygnacja jest rozczłonkowana pilastrami w wielkim porządku. Bryła budynku na czwartej kondygnacji po prawej stronie jest cofnięta w stosunku do lica elewacji.
Całość fasady zdobiona jest dekoracją stiukową o motywach geometryczno-roślinnych w pasie fryzu pomiędzy oknami trzeciej i czwartej kondygnacji oraz na szczycie. Pierwsze dwie kondygnacje zostały wtórnie przebudowane.
Otwory okienne kamienicy są prostokątne, a na czwartej kondygnacji na osi zostały zakończone łukiem koszowym. Stolarka okienna drugiej kondygnacji jest wtórna, na trzeciej i czwartej kondygnacji jest dwu- cztero- i ośmiokwaterowa ze ślemieniem. Okno na skrajnej prawej osi trzeciej kondygnacji jest zaś dwunastokwaterowe, a przed nim zamontowana jest oryginalna balustrada.
W sieni znajduje się gzyms wieńczący ściany. Posadzki oraz okładziny ścian są oryginalne, a są one wykonane z ceramiki. Schody na klatce schodowej są do pierwszego piętra zabiegowe, wyżej zaś dwubiegowe z oryginalną, tralkową balustradą. Okna klatki są oryginalne, sześcioskrzydłowe i modernistyczne. Kamienica nie ma bramy przejazdowej.
Kamienica wpisana jest do gminnej ewidencji zabytków miasta Katowice.

## Galeria
| - Fragment ozdobnego szczytu kamienicy - Fragment szczytu kamienicy z półokrągłym wykuszem - Dwunastokwaterowe okno po prawej stronie fasady kamienicy ze znajdującą się przed nim balustradą |